# X2vnc
x2vnc est un logiciel qui permet au travers d'une console (clavier et souris) terminal X de prendre le contrôle d'une autre console tournant sur un serveur VNC.
Ce logiciel a été développé en 1998 par Fredrik Hubinette en se basant sur le code source de x2x et VNC (protocol RFB).